# Matt Dillon
Matthew Raymond "Matt" Dillon (født 18. februar 1964 i New Rochelle, New York, USA) er en amerikansk skuespiller. Han blev Oscar-nomineret for sin rolle som "Sgt. Jack Ryan" i Crash. Dillon er bedst kendt for at have portrætteret "Dally Winston" i Francis Ford Coppola-filmen The Outsiders (Outsideren, 1983). Dillon har siden spillet hovedroller i Gus Van Sants Drugstore Cowboy (1989) og To Die For (1995), og i Harald Zwarts One Night at McCool's (2001).

## Filmografi
- The House That Jack Built (2018)